# Nashville (Texas)
Nashville (nota anche come Nashville-on-the-Brazos) era una comunità, oggi una città fantasma, situata sulla riva sud-est del fiume Brazos nell'odierna contea di Milam, nello Stato del Texas.
La città fu fondata nell'autunno del 1835 da Sterling C. Robertson. Prendeva questo nome in onore dell'omonima città nel Tennessee, in cui era nato Robertson. Qui aveva sede la Robertson's Colony. Nel gennaio del 1836 l'insediamento venne attaccato dagli indiani della zona. Due persone morirono negli attacchi, il che portò all'istituzione della Robertson's Ranger Company. I ranger costruirono Fort Milam alle cascate del Brazos e una base militare sulle rive del fiume Little. Nashville fu anche designata come capoluogo di giustizia della municipalità di Milam nel 1836.
Dopo la rivoluzione texana, Nashville venne presa in considerata dal Congresso del Texas come possibile capitale della Repubblica del Texas. Dal 1837 al 1846, la città è stato il capoluogo della contea di Milam. Il suo declino avvenne dopo il 1846, quando il legislatore statale trasferì il capoluogo della contea a Cameron. Nel 1868, l'arrivo della Houston and Texas Central Railroad nella vicina Hearne spinse gli ultimi abitanti a trasferirsi. L'ufficio postale della città chiuse nello stesso anno.
Una sezione delle figlie della rivoluzione americana, con i fondi del governo della contea di Milam, acquistò sette acri dell'ex sito di Nashville e li cedette allo Stato del Texas nel 1927. Nashville venne ricordata durante il Centenario del Texas con l'installazione di cartelli lungo la U.S. Route 79, circa 5 miglia a nord-est di Gause e 5 miglia a ovest di Hearne.